# Raïon d'Aksaï
Le raïon d’Aksaï (en russe : Акса́йский райо́н, Aksaïski raïon) est une subdivision de l'oblast de Rostov, en Russie. Son centre administratif est Aksaï.

## Géographie

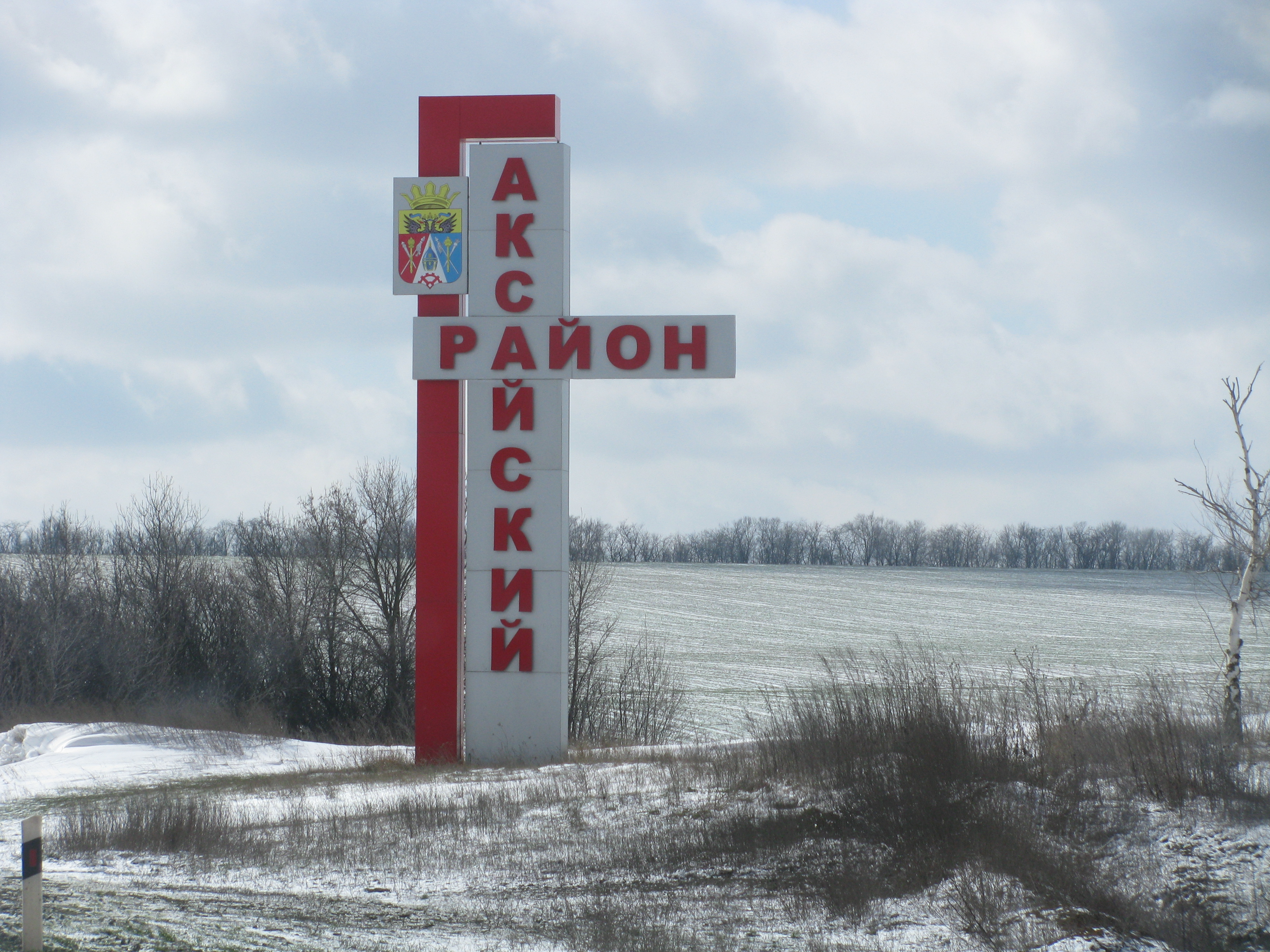
Entrée dans le raïon d’Aksaï sur la M4 « Don ».

Le raïon d’Aksaï couvre 1 170 km2 et est situé à l'est de Rostov-sur-le-Don. Il est traversé par le Don et son bras Aksaï au nord de l'embouchure du Don. Il est limitrophe du raïon Miasnikovski, du raïon de Rodionovo-Nesvetaïskaïa, du raïon Oktiabrski, du raïon de Bagaïevskaïa, du raïon de Kagalnitskaïa et du raïon d'Azov ainsi que des villes de Rostov-sur-le-Don et Novotcherkassk.

## Histoire
Le premier peuplement russe du territoire faisant partie aujourd’hui de la ville d’Aksaï remonte à 1570. Le raïon est créé en 1936. Pendant la Seconde Guerre mondiale il est occupé à deux reprises par la Wehrmacht.

## Population
La population de ce raïon s'élevait à 110 503 habitants en 2016.

## Subdivisions territoriales
Le raïon comprend la communauté urbaine d’Aksaï et dix communautés rurales :
- Communauté rurale de Bolchoï Log
- Communauté rurale de Verkhnepodpolny
- Communauté rurale de Grouchevskaïa
- Communauté rurale d’Istomino
- Communauté rurale de Lénine
- Communauté rurale de Michkinskaïa
- Communauté rurale d’Olginskaïa
- Communauté rurale de Rassvet
- Communauté rurale de Starotcherkasskaïa
- Communauté rurale de Chtchepkine

## Tourisme
Le raïon est riche en monuments, en particulier les églises et palais de l’ancienne capitale cosaque Starotcherkasskaïa dans le musée conservatoire d’histoire et d’architecture.